# Lasionycta phaea
Lasionycta phaea là một loài bướm đêm thuộc họ Noctuidae. Đây là một arctic species và has been collected từ đảo Baffin ở đông bắc Canada tới miền trung Brooks Range ở miền bắc Alaska và southward dọc theo bờ biển phía tây của vịnh Hudson tới Arviat, Nunavut.
Adults are diurnal và occur on wet tundra. Con trưởng thành bay từ cuối tháng 6 đến giữa tháng 7.